# Allium vvedenskyanum
Allium vvedenskyanum là một loài thực vật có hoa trong họ Amaryllidaceae. Loài này được Pavlov mô tả khoa học đầu tiên năm 1949.